# Канэсиро, Такэси
Такэси Канэсиро (яп. 金城武 Канесиро Такеси, палл. Цзиньчэн У; род. 11 октября 1973) — тайваньско-японский актёр, певец и фотомодель. Его отец родом с Окинавы, а мать с Тайваня.

## Биография
Родился 11 октября 1973 года в Тайбэе.
Канэсиро родился и вырос в Тайбэе, является гражданином Японии. Из-за японского (рюкюского) происхождения он не смог нормально учиться в обычной тайваньской школе, поэтому перевёлся в американскую школу в Тайбэе с обучением на английском языке. Также он владеет севернокитайским, кантонским, тайваньским и японским языками.
Учась в старших классах, Канэсиро стал сниматься в рекламе и решил попробовать свои силы в поп-музыке, так в итоге и не окончив обучение. В 1992 году вышел его первый альбом Heartbreaking Night, многие из песен которого были собственного сочинения и написаны на севернокитайском и кантонском. Через год его пригласили сниматься в кино, и, став известным актёром, он оставил музыку.
Канэсиро дебютировал на большом экране с второстепенной ролью в гонконгском фантастическом боевике «Палачи 2», где также снимались Мишель Йео, Анита Муи и Мэгги Чун. В 1994 году Канесиро снялся в фильме Вонг Карвая «Чунгкингский экспресс», после чего карьера Такэси пошла в гору и он стал много сниматься на Тайване, в Гонконге, Китае и Японии. В 2001 году он стал прообразом самурая Акэти Саманоскэ, главного героя популярной японской видеоигры Onimusha.
В настоящее время Канэсиро является одним из самых известных актёров Азии, он одинаково успешно снимается в мелодрамах, боевиках, исторических фильмах и мюзиклах.
В 2017 году Канэсиро стал лауреатом премии «Лучший актер главной роли» на второй ежегодной премии "Золотой экран» (Golden Screen Awards). Он получил награду за главную роль в романтической комедии «Это не то, чего я ожидал», режиссером которой выступил Дерек Хуэй, а продюсером - Питер Чан.

## Избранная фильмография
| Год  |   | Русское название           | Оригинальное название                             | Роль                               |
| ---- | - | -------------------------- | ------------------------------------------------- | ---------------------------------- |
| 1993 | ф | Героическое трио 2: Палачи | 現代豪侠傳/Xian dai hao xia zhuan                 | Чён Хун                            |
| 1994 | ф | Чунгкингский экспресс      | 重慶森林/Chung Hing sam lam                       | Хэ Чжиу                            |
| 1995 | ф | Падшие ангелы              | 墮落天使/Duo luo tian shi                         | Хэ Чжиу                            |
| 1996 | ф | На краю земли              | 天涯海角/Tin ngai hoi gok                         | Мистер Ворм                        |
| 1996 | ф | Король приключений         | 冒險王/Mo him wong                                | А Син                              |
| 1997 | ф | Городские торпеды          | 神偷諜影/San tau dip ying                         | Шакал                              |
| 1998 | ф | Уставший умирать           | Too Tired to Die                                  | Кэндзи                             |
| 1998 | ф | Анна Магдалена             | 安娜瑪德蓮娜/Ngon na ma dak lin na                | Чэнь Цзяфу (Чхань Гафу)            |
| 1999 | ф | Пылкое сердце              | 心動/Sam dung                                     | Линь Хаоцзюнь (Лам Хоугвань)       |
| 2000 | ф | Лаванда                    | 薰衣草/Fan yi cho                                 | ангел                              |
| 2002 | ф | Пришелец из будущего       | リターナー/Ritānā                                 | Миямото                            |
| 2003 | ф | Налево, направо            | 向左走向右走/Heung joh chow heung yau chow        | Джон Лю Чжикан (Лау Цзихонг)       |
| 2004 | ф | Дом летающих кинжалов      | 十面埋伏/Shi mian mai fu                          | Цзинь Бутоу                        |
| 2005 | ф | Наверное любовь            | 如果·愛/Ruguo · Ai                                | Линь Цзяньдун                      |
| 2006 | ф | Признания боли             | 傷城/Seung sing                                   | детектив Цю Цзяньбан (Яу Гиньбонг) |
| 2007 | ф | Полководцы                 | 投名狀/Tau ming chong                             | Цзян Уян                           |
| 2008 | ф | Битва у Красной скалы      | 赤壁/Chi bi                                       | Чжугэ Лян                          |
| 2008 | ф | 20 ликов человека-призрака | K-20 怪人二十面相・伝/K-20: Kaijin niju menso den | Хэйкити Эндо                       |
| 2009 | ф | Битва у Красной скалы 2    | Chi bi xia: Jue zhan tian xia                     | Чжугэ Лян                          |
| 2011 | ф | Меченосцы                  | 武俠                                              | Сюй Байцзю                         |
| 2014 | ф | Переправа (часть 1)        | 太平轮                                            | Янь Цзэнькунь                      |
| 2015 | ф | Переправа (часть 2)        | 太平轮                                            | Янь Цзэнькунь                      |
| 2016 | ф | Увидимся завтра            | 擺渡人/See You Tomorrow                           | Guan Chun                          |
| 2017 | ф | Это не то, что я ожидал    | This is Not What Expected                         | Lu Jin                             |
| 2025 | ф | Сыновья неоновой ночи      | 風林火山                                          |                                    |